# FC Wacker Innsbruck (2002)
FC Wacker Innsbruck je rakouský fotbalový klub z tyrolského Innsbrucku. Od sezóny 2024/25 hraje v Regionalliga Tirol, ženský tým v 2. Frauenliga. Barvy klubu jsou černá a zelená. Domácím stadionem je Tivoli Neu.
Byl to v roce 2002 jako FC Wacker Tirol, současný název přijal v roce 2007.